# Shorttrack-Weltmeisterschaften 2006
Die Shorttrack-Weltmeisterschaften 2006 fanden vom 31. März bis 2. April 2006 in Minneapolis statt. Die Titelkämpfe fanden damit zum vierten Mal in den USA statt, aber erstmals in Minneapolis.
Insgesamt wurden zwölf Wettbewerbe ausgetragen. Es gab, jeweils für Frauen und Männer, einen Mehrkampf sowie Einzelrennen über 500, 1000 und 1500 Meter. Die acht in der Mehrkampfwertung am besten platzierten Läufer nach diesen drei Strecken traten außerdem über 3000 Meter an. Zusätzlich gab es Staffelwettbewerbe, bei den Frauen über 3000 Meter und bei den Männern über 5000 Meter.
In den Mehrkampf flossen die erzielten Ergebnisse über die vier Einzelstrecken ein. Der Erstplatzierte in einem Einzelrennen bekam 34 Punkte, der Zweite 21, der Dritte 13, der Vierte acht, der Fünfte fünf, der Sechste drei, der Siebte zwei und der Achte einen. Allerdings wurden nur Punkte vergeben, wenn der Läufer das Finale erreichte. Bei einer Disqualifikation wurden keine Punkte zuerkannt. Die Addition der erzielten Punkte eines Läufers ergab das Endklassement im Mehrkampf.

## Teilnehmende Nationen
Insgesamt nahmen an der Weltmeisterschaft 27 Länder mit insgesamt 126 Athleten, 58 Frauen und 68 Männer, teil.
| Teilnehmende Nationen (Frauen/Männer)                                                                                               | Teilnehmende Nationen (Frauen/Männer)                                                                    | Teilnehmende Nationen (Frauen/Männer)                                                                       | Teilnehmende Nationen (Frauen/Männer)                                               |
| --- | --- | --- | ----------------------------------------------------------------------------------- |
| Australien (0/1) Belgien (0/2) Bulgarien (1/2) Volksrepublik China (5/5) Chinesisch Taipeh (0/1) Deutschland (5/5) Frankreich (5/0) | Großbritannien (2/5) Israel (2/2) Italien (5/5) Japan (5/5) Kanada (5/5) Kasachstan (1/2) Lettland (0/1) | Neuseeland (1/2) Niederlande (2/2) Österreich (1/1) Polen (2/2) Rumänien (1/0) Russland (2/2) Schweiz (0/2) | Slowakei (0/2) Südkorea (5/5) Tschechien (1/0) Ukraine (0/2) Ungarn (2/2) USA (5/5) |

## Zeitplan
Der Zeitplan war parallel für Frauen und Männer wie folgt gestaltet.
Freitag, 31. März 2006
- 1500 m: Vorlauf, Halbfinale, Finale
- Staffel: Halbfinale (Frauen)

Samstag, 1. April 2006
- 500 m: Vorlauf, Viertelfinale, Halbfinale, Finale
- Staffel: Halbfinale (Männer)

Sonntag, 2. April 2006
- 1000 m: Vorlauf, Halbfinale, Finale
- 3000 m: Superfinale
- Staffel: Finale

## Ergebnisse

### Frauen

#### Mehrkampf
- In den Spalten 1500, 500, 1000 und 3000 m ist erst angegeben, welche Platzierung der Athlet erreichte, dahinter in Klammern, wie viele Punkte er dafür erhielt.

| Rang | Name                  | Punkte | 500 m  | 1000 m | 1500 m | 3000 m  |
| ---- | --------------------- | ------ | ------ | ------ | ------ | ------- |
| 1.   | Jin Sun-yu            | 102    | 5 (0)  | 1 (34) | 1 (34) | 1 (34)  |
| 2.   | Wang Meng             | 97     | 1 (34) | 2 (21) | 2 (21) | 2 (21)  |
| 3.   | Kalyna Roberge        | 34     | 3 (13) | 3 (13) | 18 (0) | 4 (8)   |
| 4.   | Fu Tianyu             | 26     | 2 (21) | 6 (0)  | 7 (2)  | 6 (3)   |
| 5.   | Allison Baver         | 21     | 6 (0)  | 8 (0)  | 4 (8)  | 3 (13)  |
| 6.   | Choi Eun-kyung        | 15     | 13 (0) | 5 (0)  | 3 (13) | 7 (2)   |
| 7.   | Stéphanie Bouvier     | 10     | 20 (0) | 7 (0)  | 5 (5)  | 5 (5)   |
| 8.   | Anouk Leblanc-Boucher | 8      | 4 (8)  | 16 (0) | 8 (0)  | DNS (0) |

#### 500 Meter
| Rang | Name                  | Zeit         |
| ---- | --------------------- | ------------ |
| 1.   | Wang Meng             | 44,006 s     |
| 2.   | Fu Tianyu             | 44,070 s     |
| 3.   | Kalyna Roberge        | 44,116 s     |
| 4.   | Anouk Leblanc-Boucher | 44,282 s     |
| 5.   | Jin Sun-yu            | 44,420 s     |
| 6.   | Allison Baver         | 45,892       |
| 7.   | Cheng Xiaolei         | 44,489 s     |
| 8.   | Karolina Regucka      | 1:06,644 min |
| 9.   | Marta Capurso         | 45,022 s     |

Datum: 1. April 2006
Rang 1–4 im Finale, Rang 5–9 im Halbfinale.

#### 1000 Meter
| Rang | Name              | Zeit            |
| ---- | ----------------- | --------------- |
| 1.   | Jin Sun-yu        | 1:32,767 min    |
| 2.   | Wang Meng         | 1:32,874 min    |
| 3.   | Kalyna Roberge    | 1:33,204 min    |
| 4.   | Cheng Xiaolei     | disqualifiziert |
| 5.   | Choi Eun-kyung    | 1:32,203 min    |
| 6.   | Fu Tianyu         | 1:33,249 min    |
| 7.   | Stéphanie Bouvier | 1:33,113 min    |
| 8.   | Allison Baver     | disqualifiziert |

Datum: 2. April 2006
Rang 1–4 im Finale, Rang 5–8 im Halbfinale.

#### 1500 Meter
| Rang | Name              | Zeit         |
| ---- | ----------------- | ------------ |
| 1.   | Jin Sun-yu        | 2:21,948 min |
| 2.   | Wang Meng         | 2:22,027 min |
| 3.   | Choi Eun-kyung    | 2:22,152 min |
| 4.   | Allison Baver     | 2:22,200 min |
| 5.   | Stéphanie Bouvier | 2:23,760 min |
| 6.   | Marta Capurso     | 2:24,467 min |
| 7.   | Fu Tianyu         | 2:36,393 min |

Datum: 31. März 2006
Rang 1–7 im Finale.

#### 3000 Meter Superfinale
| Rang | Name                  | Zeit           |
| ---- | --------------------- | -------------- |
| 1.   | Jin Sun-yu            | 5:33,694 min   |
| 2.   | Wang Meng             | 5:34,522 min   |
| 3.   | Allison Baver         | 5:34,864 min   |
| 4.   | Kalyna Roberge        | 5:34,982 min   |
| 5.   | Stéphanie Bouvier     | 5:35,757 min   |
| 6.   | Fu Tianyu             | 5:54,019 min   |
| 7.   | Choi Eun-kyung        | 6:20,537 min   |
| 8.   | Anouk Leblanc-Boucher | nicht am Start |

Datum: 2. April 2006
Superfinale der acht besten Mehrkämpferinnen nach drei Strecken.

#### 3000 Meter Staffel
| Rang | Name                                                            | Zeit         |
| ---- | --------------------------------------------------------------- | ------------ |
| 1.   | Volksrepublik ChinaZhu Mi Lei Wang Meng Fu Tianyu Cheng Xiaolei | 4:17,194 min |
| 2.   | KanadaTania Vicent Kalyna Roberge Alanna Kraus Amanda Overland  | 4:17,335 min |
| 3.   | ItalienMarta Capurso Arianna Fontana Mara Zini Katia Zini       | 4:18,834 min |
| 4.   | SüdkoreaJin Sun-yu Choi Eun-kyung Jeon Da-hye Byun Chun-sa      | 4:21,614 min |

Datum: 31. März bis 2. April 2006
4 Staffeln im Finale.

### Männer

#### Mehrkampf
- In den Spalten 1500, 500, 1000 und 3000 m ist erst angegeben, welche Platzierung der Athlet erreichte, dahinter in Klammern, wie viele Punkte er dafür erhielt.

| Rang | Name                    | Punkte | 500 m  | 1000 m | 1500 m | 3000 m  |
| ---- | ----------------------- | ------ | ------ | ------ | ------ | ------- |
| 1.   | Ahn Hyun-soo            | 68     | 4 (0)  | 1 (34) | 1 (34) | DSQ (0) |
| 2.   | Lee Ho-suk              | 60     | 3 (13) | 2 (21) | 2 (21) | 5 (5)   |
| 3.   | François-Louis Tremblay | 55     | 1 (34) | 8 (0)  | 11 (0) | 2 (21)  |
| 4.   | Charles Hamelin         | 47     | 5 (0)  | 3 (13) | 7 (0)  | 1 (34)  |
| 5.   | Li Haonan               | 29     | 2 (21) | 30 (0) | 9 (0)  | 4 (8)   |
| 6.   | Oh Se-jong              | 26     | 7 (0)  | 7 (0)  | 3 (13) | 3 (13)  |
| 7.   | Nicola Rodigari         | 15     | 10 (0) | 4 (8)  | 5 (5)  | 7 (2)   |
| 8.   | Sui Baoku               | 11     | 17 (0) | 6 (0)  | 4 (8)  | 6 (3)   |

#### 500 Meter
| Rang | Name                    | Zeit            |
| ---- | ----------------------- | --------------- |
| 1.   | François-Louis Tremblay | 41,439 s        |
| 2.   | Li Haonan               | 41,639 s        |
| 3.   | Lee Ho-suk              | 41,737 s        |
| 4.   | Ahn Hyun-soo            | disqualifiziert |
| 5.   | Charles Hamelin         | 42,031 s        |
| 6.   | Éric Bédard             | 41,692 s        |
| 7.   | Oh Se-jong              | 41,856 s        |
| 8.   | Rusty Smith             | disqualifiziert |

Datum: 1. April 2006
Rang 1–4 im Finale, Rang 5–8 im Halbfinale.

#### 1000 Meter
| Rang | Name                    | Zeit            |
| ---- | ----------------------- | --------------- |
| 1.   | Ahn Hyun-soo            | 1:27,631 min    |
| 2.   | Lee Ho-suk              | 1:27,864 min    |
| 3.   | Charles Hamelin         | 1:28,028 min    |
| 4.   | Nicola Rodigari         | 1:28,038 min    |
| 5.   | Rusty Smith             | 1:28,309 min    |
| 6.   | Sui Baoku               | 1:25,605 min    |
| 7.   | Oh Se-jong              | 1:25,727 min    |
| 8.   | François-Louis Tremblay | disqualifiziert |

Datum: 2. April 2006
Rang 1–5 im Finale, Rang 6–8 im Halbfinale.

#### 1500 Meter
| Rang | Name            | Zeit         |
| ---- | --------------- | ------------ |
| 1.   | Ahn Hyun-soo    | 2:20,572 min |
| 2.   | Lee Ho-suk      | 2:20,581 min |
| 3.   | Oh Se-jong      | 2:20,842 min |
| 4.   | Sui Baoku       | 2:20,938 min |
| 5.   | Nicola Rodigari | 2:20,988 min |
| 6.   | Rusty Smith     | 2:21,857 min |

Datum: 31. März 2006
Rang 1–6 im Finale.

#### 3000 Meter Superfinale
| Rang | Name                    | Zeit            |
| ---- | ----------------------- | --------------- |
| 1.   | Charles Hamelin         | 5:28,105 min    |
| 2.   | François-Louis Tremblay | 5:29,188 min    |
| 3.   | Oh Se-jong              | 5:29,735 min    |
| 4.   | Li Haonan               | 5:32,194 min    |
| 5.   | Lee Ho-suk              | 5:56,550 min    |
| 6.   | Sui Baoku               | 6:08,810 min    |
| 7.   | Nicola Rodigari         | 6:09,817 min    |
| 8.   | Ahn Hyun-soo            | disqualifiziert |
| 8.   | Rusty Smith             | disqualifiziert |

Datum: 2. April 2006
Superfinale der acht besten Mehrkämpfer nach drei Strecken. Wegen Punktgleichheit traten neun Läufer an.

#### 5000 Meter Staffel
| Rang | Name                                                                                          | Zeit         |
| ---- | --------------------------------------------------------------------------------------------- | ------------ |
| 1.   | KanadaCharles Hamelin Éric Bédard Jonathan Guilmette Mathieu Turcotte François-Louis Tremblay | 6:47,481 min |
| 2.   | Volksrepublik ChinaLi Ye Sui Baoku Li Haonan Cui Liang                                        | 6:50,332 min |
| 3.   | Vereinigte StaatenRusty SmithJordan Malone J. P. Kepka Alex Izykowski Anthony Lobello         | 6:50,610 min |
| 4.   | SüdkoreaLee Ho-suk Ahn Hyun-soo Song Suk-woo Oh Se-jong Seo Jo-Jin                            | 6:45,822 min |

Datum: 1. bis 2. April 2006
4 Staffeln im Finale.

## Medaillenspiegel
| Rang   | Nation              | Gold | Silber | Bronze | Gesamt |
| ------ | ------------------- | ---- | ------ | ------ | ------ |
| 1      | Südkorea            | 7    | 3      | 4      | 14     |
| 2      | Kanada              | 3    | 2      | 5      | 10     |
| 3      | Volksrepublik China | 2    | 7      | –      | 9      |
| 4      | Vereinigte Staaten  | –    | –      | 2      | 2      |
| 5      | Italien             | –    | –      | 1      | 1      |
| Gesamt | Gesamt              | 12   | 12     | 12     | 36     |